# Vitaly Janelt
Vitaly Janelt (Hamburg, 1998. május 10. –) német utánpótlás-válogatott labdarúgó, az angol Brentford játékosa.

## Pályafutása
Fiatalon a Bargfelder SV csapatában kezdet megismerkedni a labdarúgással, majd az SSC Hagen Ahrensburg együttesénél szerepelt 2007 és 2010 között. Ezután felfigyelt rá a Hamburger SV és az akadémiájuk tagja lett. 2014 nyarán átigazolt az RB Leipzig akadémiájára. 2016. július 31-én debütált a második csapatban a negyedosztályban a Hertha BSC II ellen kezdőként, majd a 33. percben Fridolin Wagner váltotta őt. A német U19-es válogatottban történt incidens miatt klubja felfüggesztette.
2017 január 9-én kölcsönbe került a VfL Bochum együtteséhez 2018. június 30-ig. A kölcsönszerződés lejártát követően 3 éves szerződést kötöttek. 2020. október 3-án 4 évre szóló szerződést írt alá az angol Brentford csapatával.

## Válogatott
Niklas Dorsch sérülése miatt utólag meghívást kapott a 2015-ös U17-es labdarúgó-Európa-bajnokságon részt vevő német U17-es válogatottba. Négy mérkőzésen lépett pályára az ezüstérmet szerző válogatottban. A 2015-ös U17-es labdarúgó-világbajnokságon részvevő keretbe is meghívást kapott. A csoportmérkőzés első találkozóján az ausztrál U17-es válogatott ellen 4-1-re megnyert találkozón a 65. percben szerzett góljával kialakította a végeredményt. Az argentin U17-es válogatott ellen az 5. percben megszerezte a vezetést csapatának, a 4-0-ra megnyert mérkőzésen.
2016 Októberben a német U19-es labdarúgó-válogatott tagjaként Idrissa Touréval a hotelszobájukban okoztak tüzet, így eltiltotta őket a német szövetség. A szobában hagytak egy eloltatlan vízipipát, ami a tüzet okozta. Szerencsére nem terjedt a hotel többi szobájába, így senki sem sérült meg. 2021. március 15-én bekerült Stefan Kuntz U21-es labdarúgó-Európa-bajnokságra készülő keretébe.

## Statisztika
2017. január 10-i állapot szerint.
| Klub          | Szezon   | Bajnokság | Bajnokság | Kupa  | Kupa | Nemzetközi | Nemzetközi | Összesen | Összesen |
| Klub          | Szezon   | Mérk.     | Gól       | Mérk. | Gól  | Mérk.      | Gól        | Mérk.    | Gól      |
| ------------- | -------- | --------- | --------- | ----- | ---- | ---------- | ---------- | -------- | -------- |
| RB Leipzig II | 2016–17  | 6         | 0         | 0     | 0    | -          | -          | 6        | 0        |
| RB Leipzig II | Összesen | 6         | 0         | 0     | 0    | 0          | 0          | 6        | 0        |
| VfL Bochum    | 2016–17  | 7         | 0         | 0     | 0    | -          | -          | 7        | 0        |
| VfL Bochum    | Összesen | 7         | 0         | 0     | 0    | 0          | 0          | 7        | 0        |
| Összesen      | Összesen | 13        | 0         | 0     | 0    | 0          | 0          | 13       | 0        |

## Család
Testvérei, Victor Janelt és Vincent Janelt szintén labdarúgók.

## Sikerei, díjai
- Németország U17
- U17-es labdarúgó-Európa-bajnokság ezüstérmes: 2015
- Németország U21
  - U21-es labdarúgó-Európa-bajnokság: 2021